# Polybahn

Logo

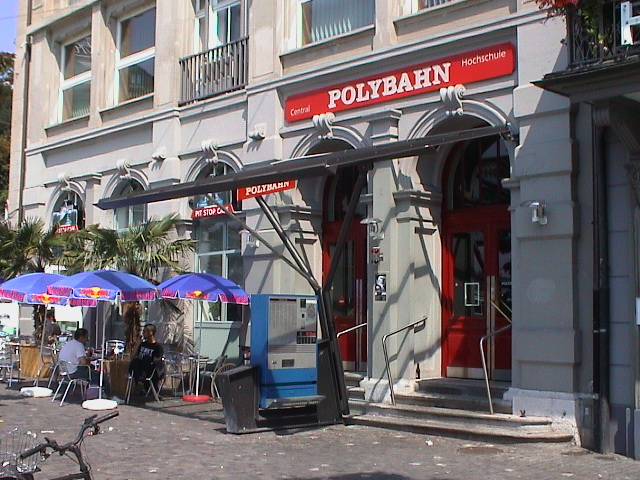
Wejście do dolnej stacji w centrum miasta

Polybahn – kolej linowo-terenowa w Zurychu, w Szwajcarii. Kolejka przewozi pasażerów pomiędzy dolną stacją Zürich Central-Polybahn a górną stacją Polyterasse ETHZ zlokalizowaną obok głównego budynku politechniki ETH Zürich, zwanej uprzednio Eidgenössisches Polytechnikum, a od której kolejka zawdzięcza swoją obecną nazwę.

## Historia
W 1886 roku została wydana koncesja na budowę kolejki, a 8 stycznia 1889 została ona otwarta. Początkowo kolej miała napęd wodny, którego działanie polegało na wymianie balastu wodnego pomiędzy wagonami. Elektryfikacja linii nastąpiła w 1897 roku.
W 1950 firma Zürichbergbahn (ZB), która obsługiwała linię zaczęła tracić na niej pieniądze i postanowiła nie przedłużać koncesji na początku lat 70. XX wieku. W 1972 powstało stowarzyszenie Pro Polybahn, którego celem było pomóc przetrwać istnienie Polybahn. W 1976 Szwajcarskie Towarzystwo Bankowe (Schweizerische Bankgesellschaft — SBG) uratowało Polybahn, powołując do obsługi kolejki firmę SBG Polybahn AG. W 1990 roku kolejka przeszła renowację, został wymieniony cały mechanizm, a trójszynowy tor został zastąpiony przez dwuszynowy. 21 października 1996 kolej została ponownie otwarta pod nazwą UBS Polybahn. Na linii jeżdżą dwa wagony na jednym torze z mijanką pośrodku trasy.

## Dane techniczne
| Częstotliwość odjazdów   | 2,5 min                                                     |
| Sposób obsługi           | automatyczny                                                |
| Napęd                    | trójfazowy silnik elektryczny z przetwornicą częstotliwości |
| Rozstaw szyn             | 1000 mm                                                     |
| Długość trasy            | 176 m                                                       |
| Pokonywana wysokość      | 41 m                                                        |
| Średnie nachylenie trasy | 23%                                                         |
| Pojemność                | 50 osób w jednym wagoniku                                   |
| Prędkość                 | Max 2.5 m/s (= 9 km/h)                                      |
| Czas podróży             | 100 sekund                                                  |
| Przepustowość            | 1200 osób na godzinę                                        |